# 機械人形ナナミちゃん
『機械人形ナナミちゃん』（きかいにんぎょうななみちゃん）は、木星在住（もくせい ざいじゅう）による日本の漫画作品。同作者のゲーム「DEAD OR SCHOOL」で語られた終焉戦争以前を描いた前日譚。一旦は普及した人型ロボット「機械人形」が違法な存在として扱われ始めた近未来において、その1体である「ナナミ」の所有者となった孤独な少女・ノリコを描くSF・ストーリー漫画である。本項では公刊された単行本（web公開された内容に加筆・修正等を加えたもの）を基に解説する。

## 沿革
コミックマーケットにて「ある出版社」（社名・誌名は非公開）から誘いを受け約1年をかけて600ページのネームを執筆した著者が、企画会議を通過して一度は決定した連載を編集長に反故にされ、2014年6月に「読者に評価を問いたい」と自らのブログのほかニコニコ動画・ニコニコ静画・YouTube・pixivで私的に公開して話題となり、その際の出版社募集に応じたマイクロマガジン社のウェブコミック配信サイト「マンガごっちゃ」にて改めて連載を始め同社から単行本を刊行された経緯を持つ。その後ホームページシステムのスマートフォンアプリ「マンガ読破」にての連載や、シフトワンのウェブコミック配信サイト「ENSOKU」にて漫画に動画や音声などの演出を追加する「モーションコミック」の配信も開始した。単行本第1巻巻末掲載の年表によると、約10年の間に都合4回、それぞれ異なる筋書きで出版社に持ち込んだものの採用されず4度目の不採用における顛末が上述のとおりであったという。
サイゾーのオタクニュースポータル「おたぽる」は、出版社から掲載2日前に一方的な中止を言い渡され諫山創を巻き込んで議論を呼び佐藤秀峰の「漫画onWeb」に掲載されたやまもとありさの漫画『あいこのまーちゃん』や創刊日に廃刊となった雑誌「コミックキューガール」と共に本作を例に挙げ「書き手を理不尽に切り捨てる出版社にフリーランスの作家は泣き寝入りせざるを得なかったが、出版社を介さず作品を発表できる場の出現によってそれ以外の選択肢もできたのは良い傾向」と評した。
2018年11月21日にドワンゴのゲームメディアサイト「電ファミニコゲーマー」に掲載された著者のインタビューによると、本作の映画化の展望があると語られており、上映を計画している2024年まで本作の連載が続けられる見込みである。

## あらすじ
※単行本第1巻に収録された第4話までのあらすじ。
「犯罪者の娘」としてクラスでも孤立していた中学3年の少女・高見ノリコは、ある日突然、母親を亡くしてしまう。罪を犯した父親の子であり自らも暴力騒ぎや不登校といった問題を抱える彼女の保護を嫌った親戚たちは、ノリコの世話を流行の「機械人形」に任せることにした。そうしてやって来た「練馬599 ほ 42-49」こと「ナナミ」を最初は邪険に扱ったノリコだが、置き去りにされたナナミに自分と似た境遇を感じて一緒に暮らすことにした。
2週間後、ナナミと共に家の片づけを済ませたノリコは久しぶりに登校するが、学校前の路上で機械人形が清掃局員に破壊される現場を目撃してしまう。ノリコの知らぬ間に機械人形の製造や所持を禁じる法律が制定され、機械人形の所有者らにその破壊を命じる「赤紙」が送付され、それに違反して保有される機械人形を破壊する強制執行が行われていたのだ。慌てて帰宅した彼女の家の郵便物の中にも、「練馬599 ほ 42-49」の破壊を命じる「赤紙」が届けられていた。いつしかナナミを新しい家族と感じていたノリコは、やがてやって来た清掃局員から彼女を守ろうと抵抗し彼がナナミに向けた空気銃を胸に受けて倒れてしまう。人形の破壊が目的であり殺人者となるのを避けたい清掃局員は、高性能医療機械人形であるナナミに彼女自身の人工臓器をノリコに移植させて治療させるが、直後に本来なら人間には歯向かわないはずのナナミから攻撃を受け、まるで人間のような彼女の怒りの形相を見た。
意識を取り戻したノリコは傍らで機能を停止したナナミと、自らの額に浮かぶ登録番号に気づく。間もなく訪れた警察官に焦るノリコだったが、彼らを追い払って代わりにやって来た男に連れられた機械人形が彼女に襲いかかる。破壊令状を発布された機械人形の所有者の間で「プロジェクトK」という戦闘競技が行われており、彼らは額に登録番号を浮かべたノリコをナナミと勘違いして襲ったのだが、彼女の説得により機械人形は戦意を喪失した。それでも諦めない男のナナミに対する「粗大ゴミ」という言葉を聞きとがめたノリコは、彼に怒りを爆発させるのだった。

## 登場キャラクター
※以下は、単行本第3巻に収録された第16話までに明らかな情報である。
高見ノリコ（たかみ のりこ）この漫画の主人公でナナミの所有者である中学3年の女子生徒。物語開始以前にプロレスラーの実父は他界、継父は未成年に売春をさせた罪で逮捕されており、慕っていた母親も第1話序盤で過労死し、母方の伯母たちも身元引き受けを渋ったため、以後は自宅にナナミと2人で暮らしている。「犯罪者の娘」に対する周囲からの偏見や彼女自身の周囲に打ち解けない態度で孤立し、物語開始以前から不登校の状態だった。母親を侮辱したクラスメートやナナミを破壊しに訪れたダンに実父譲りのドロップキックを見舞うなど身体能力は高い一方、世情には疎くネット接続機能付きの携帯端末を持ちながら「機械人形規正法」や「プロジェクトK」について他人から教わるまで知らなかった。第2話終盤でダンからナナミを庇って重傷を負い彼女の手術を受けて一命をとりとめたが、その際に移植されたナナミの人工臓器の影響で第3話終盤以降は額に彼女の標識が浮かんでいる。
同作者のゲーム「DEAD OR SCHOOL」の主人公ヒサコの祖母である事が示唆されている。
ナナミ母親を亡くしたノリコの引き取りを嫌がった親戚が彼女の世話をさせるべくあてがった機械人形。正式名称でもある標識は「練馬599 ほ 42-49」だが、親戚からノリコに与えられる際に「親が7月に亡くなった」ことにちなんでこう名付けられた。同型機と見分けがつくようノリコから与えられたリボンを後頭部に着けて大切にしている。明るく穏やかな性格で、「ジャガイモをつぶした」だけの料理しか作れなかったりノリコの問いに頓珍漢な答えを返したりするが、両腕に多様な医療器具を内蔵して単独で手術をも行える「医療用S型」と呼ばれる高性能機。第3話で瀕死のノリコを治療するため自らの人工臓器を彼女に移植して彼女を救った代わりに機能を停止するが、その直前にノリコに怪我をさせたダンへ機械人形としてあり得ない怒りを見せて攻撃した。
柳田ヨシタカ第4話でフォウを伴ってノリコ宅を襲撃した青年。その時点ではフォウを“モノ”扱いして「プロジェクトK」に参加し関東第2位だったが、ノリコとのやり取りから「フォウにも人格があるかもしれない」と考え始め、それを証明すべくナナミの修復に協力する。元々は仲間思いの熱血漢だが、喧嘩はからっきし弱い。
同作者のゲーム「DEAD OR SCHOOL」では老いた姿となって登場。主人公のヒサコを支援する。
フォウ第4話でヨシタカと共に登場した、標識「板橋597 ち 27-31」の機器製造用機械人形。浅黒い肌が特徴。額に標識の浮き出たノリコを機械人形と誤認して襲い掛かるが彼女の説得で戦うことに疑問を感じ始め、ヨシタカと共にノリコに協力する。左前腕部を飛ばすワイヤーアームと右腕にバーナーを内蔵する。
同作者のゲーム「DEAD OR SCHOOL」にも登場。主人公のヒサコに敵か味方かも分からない対応を取る。
門別ダン（もんべつ だん）練馬区の制服を着た清掃作業員。浅黒い肌が特徴。機械人形の処分を好んで行っていたが、ナナミを処分しようとノリコ宅を訪れた際に誤って彼女に重傷を負わせ、ナナミに反撃されたことがトラウマとなった。同僚によれば何らかの前科を持つ。

## 世界観
機械人形物語の舞台となる「20XX年の日本」において普及しているロボット「二足歩行型人形」の通称。起動時に額に浮き出る「（地区名と3桁の番号） （平仮名1文字） （2桁ずつハイフンで区切られた4桁の番号）」から成る「標識」と、首の後ろの電源コネクタタグ以外は概ね人間の女性そっくりの姿を持つ。作中には登録番号と髪型・衣装等を除きナナミと同じ容貌の個体も登場するが、「医療用」や「家庭用」「土木用」など機能の異なる型がある。9歳程度の人工知能しか持たないものの、人間に従順なプログラムと精巧で愛らしい容貌で一部男性層から支持された。関税撤廃に伴う工業製品の大量生産・低価格競争に敗れた日本が世界に先駆けて開発した高性能AIを備えた彼女らの普及に一時は外貨獲得を期待されるも、引きこもりや失業・未婚率の上昇や少子化といった「人形依存症」なる社会問題を招いたとされ、発売から5年未満で政府により製造・所持が禁止されて物語開始時点では所有者へ「機械人形破壊令状」通称「赤紙」が送付され、それに背いて違法に所有される個体の強制破壊処分が始まっている。
清掃局員行政からの委託を受けて業務を行う民間の清掃作業員。しかし作中では通常の清掃を行う描写はなく、専ら「機械人形規制法」による令状に基づいて、違法所持される機械人形の破壊措置を強制執行する。製造元から提供された、所有者よりも優位に機械人形を従わせるチューナーを所持する。破壊執行においては圧縮空気の入ったボンベに繋がるホースの先端からボルトを撃ち出す空気銃が使われるが、単行本第1巻の解説によるとこれは実際にウシの屠殺に使われ（en:Captive bolt pistolも参照）、映画『ノーカントリー』で殺し屋が使った武器と同様のものという。この漫画では主に練馬区表示のある服を着た作業員が登場する。
プロジェクトK赤紙を受けた機械人形同士を戦わせる非合法のロボコン（ロボットの格闘競技）。「どうせ壊されるなら愛機を競わせよう」と考えた所有者の間で密かに行われている。

## 書誌情報
- 木星在住『機械人形ナナミちゃん』 マイクロマガジン社〈マイクロマガジン・コミックス〉、既刊2巻（2015年10月25日現在）
  1. 2014年11月7日 初版発行（2014年10月30日発売[22]）、ISBN 978-4-89637-482-7
  2. 2015年7月31日 初版発行（2015年7月24日発売[23]）、ISBN 978-4-89637-517-6
  3. 2016年5月5日 初版発行（2016年4月28日発売[24]）、ISBN 978-4-89637-560-2